# Metropolitní oblasti v Česku
Metropolitní oblasti v Česku definovalo Ministerstvo pro místní rozvoj České republiky na základě jednotné metodiky vymezení metropolitních oblastí v rámci Strategie regionálního rozvoje ČR 2021+. Metropolitní oblasti vznikly za účelem celoevropského investičního plánování (rozdělování dotací EU) prostřednictvím tzv. integrovaných teritoriálních investic (Integrated Territorial Investment, ITI) již pro období 2014–2020. Nové vymezení pro období po roce 2020 pak vzniklo na základě dat od mobilního operátora.

## Definice
Strategie regionálního rozvoje definuje metropolitní oblasti jako aglomerace, tedy jako: 
území vyznačující se výraznou koncentrací obyvatel a podnikatelských subjektů, vysokou intenzitou ekonomických a společenských činností, vysokou úrovní vývoje výrobních sil, vysokou hustotou osídlení a vysokou mobilitou obyvatelstva.

## Historie
Poprvé byly metropolitní oblasti vymezeny v ČR pro roky 2014–2020, a to hlavně pro čerpání dotací z EU. Metropolitní oblasti si vymezila jednotlivá města sama dle vlastních metodik. Jiný postup byl zvolen pro období po roce 2020: „vznikla po domluvě se všemi statutárními městy díky Ministerstvu pro místní rozvoj České republiky jednotná metodika vymezení metropolitních území a aglomerací v ČR (celkem se jedná o vymezení třech metropolitních oblastí a 10 aglomerací).“
Území bylo vymezeno na základě metropolizačních procesů (dojížďky do práce, škol a dalších cest) a jedná se tedy o funkční území s přirozenými vazbami (tzv. FUA – funkční městská oblast).

## Členění
Strategie definovala v roce 2020 tři metropolitní oblasti a deset aglomerací:
| Název metropolitní oblasti/aglomerace | Počet obyvatel (1. 1. 2019) | Rozloha (km²) | Hustota zalidnění (obyvatel/km²) | Počet obcí |
| ------------------------------------- | --------------------------- | ------------- | -------------------------------- | ---------- |
| Pražská metropolitní oblast           | 2 123 173                   | 4822          | 440                              | 491        |
| Ostravská metropolitní oblast         | 982 071                     | 2710          | 362                              | 172        |
| Brněnská metropolitní oblast          | 696 413                     | 1978          | 352                              | 184        |
| Ústecko-chomutovská aglomerace        | 563 304                     | 2317          | 243                              | 132        |
| Olomoucká aglomerace                  | 398 317                     | 1730          | 230                              | 174        |
| Hradecko-pardubická aglomerace        | 340 423                     | 1308          | 260                              | 152        |
| Plzeňská aglomerace                   | 308 707                     | 1323          | 233                              | 108        |
| Liberecko-jablonecká aglomerace       | 220 441                     | 808           | 273                              | 47         |
| Českobudějovická aglomerace           | 172 796                     | 1001          | 173                              | 81         |
| Karlovarská aglomerace                | 139 215                     | 610           | 228                              | 33         |
| Zlínská aglomerace                    | 130 176                     | 439           | 297                              | 36         |
| Mladoboleslavská aglomerace           | 102 140                     | 597           | 171                              | 63         |
| Jihlavská aglomerace                  | 93 511                      | 719           | 130                              | 56         |